# Вулиця Академіка Рудницького
Вулиця Академіка Степана Рудницького — вулиця у Франківському районі міста Львова, в місцевості Новий Світ (На Байках). Прямує від вулиці Коновальця до вулиці Милої, утворюючи перехрестя з вулицею Івана Труша. Прилучаються вулиці Генерала Чупринки, Михайла Гайворонського, Василя та Євгена Нагірних.

## Назва
- 1913—1943 роки — вулиця Гроховська, що прямувала до сучасної вулиці Нагірних;
- 1943—1944 роки — вулиця була поділена на дві ділянки, що мали різні назви. Ділянка між сучасною вулицею Євгена Коновальця та перехрестям з вулицею Івана Труша — Ленауґассе, названа так на честь австрійського поета-романтика Ніколауса Ленау та ділянка від перехрестя з вулицею Івана Труша до сучасної вулиці Нагірних — Зюдрінґ III.
- Липень — грудень 1944 року — знов вулиця Гроховська;
- Грудень 1944 — 1993 року — вулиця Партизанська. У цей період до вулиці приєднана ділянка між сучасними вулицями Нагірних та Милою;
- Від 1993 року й понині — вулиця Академіка Рудницького, на честь Степана Рудницького, українського географа, картографа та етнографа, академіка ВУАН[8][9].

## Історія
Колись вулиця примикала до гіпсових кар'єрів та фабрики, що належали родині Франців. Про це свідчить близькість до Піскових озер, де у XIX столітті розташовувався маєток власників мануфактури, до якого вели хідники та дорога вимощені бруківкою «Ferum», барокові брами та портали і волошки, що були символом цієї дільниці, яку ще тривалий час називали Францівкою. На початку XX століття на місці кар'єру облаштували Піскові озера та спортивний парк, названий у 1920 році — Гданським. 

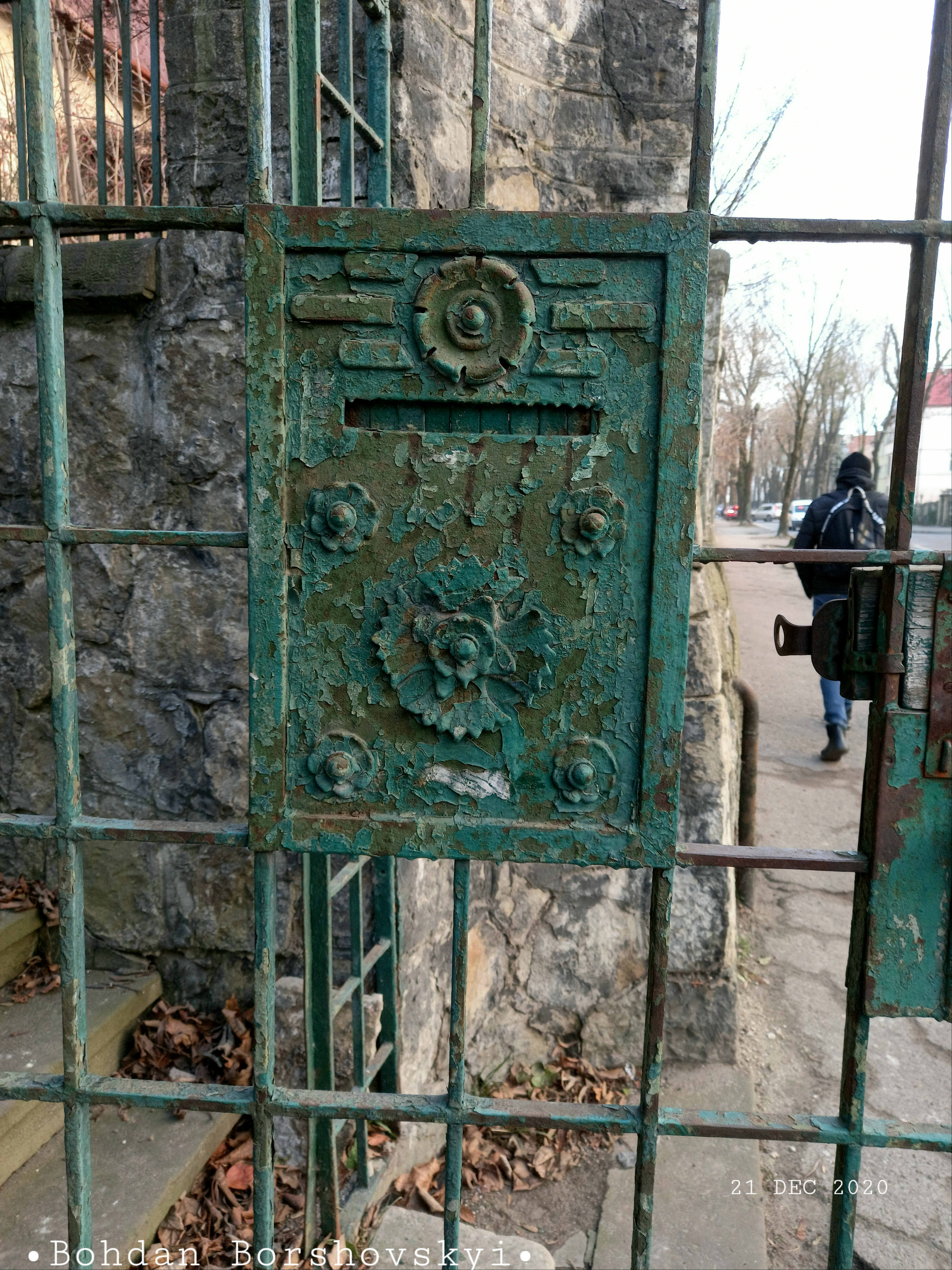
Волошки, як символ колишньої дільниці Франців, зображені на поштовій скриньці будинку на вул. Академіка Рудницького, 15

Найбільшого піку розвитку вулиця зазнала у 1950—1960-х роках, коли у кінці вулиці, під спуском з сучасної вулиці Княгині Ольги, звели два чотириповерхових будинки у стилі сталінського ампіру, а згодом, неподалік них, неофункціональний будинок, із цегляними вставками, а також лаконічну п'ятиповерхівку під № 70, обабіч залізниці на Чернівці. Спускаючись далі, можна побачити портал у залізничному шкарпі.
Деякі будинки зводились для професури Львівського лісотехнічного інституту (нині — Національний лісотехнічний університет України), митців та визначних діячів м. Львова. Переважна більшість історичних будинків, внесених до Реєстру пам'яток архітектури місцевого значення, розташована між перехрестями з вулицями Євгена Коновальця та Івана Труша. Також тут зростає декілька рідкісних порід дерев, які перебувають на обліку Національного лісотехнічного університету України.
У будівлі з колонами, яку важко не помітити, колись містився дитячий садочок, потім консульство Чеської республіки.
У 1990-х роках вулицю відвідав перший президент України Леонід Кравчук, що прямував тоді до відомого науковця Ігоря Юхновського, який мешкає неподалік у власному будинку. Старожили пригадують, як фарбували траву у зелений колір. Також на сусідній вулиці Гординських, неподалік буд. № 4, мав помешкання дисидент В'ячеслав Чорновіл. Ще на початку 1990-х роках на місці того будинку були залишки будівель фабрики гіпсу родини Франців та їхнього маєтку.
Нині на вулиці працюють ресторація «Андерсен», манікюрний салон «Mary Nails & Beauty», імідж-студія «Лілу» та продуктова крамниця. Для наймолодших мешканців вулиці працює дитячий садок повного дня «Маленьке королівство», а 2012 року між будинками № 29 та № 33 облаштовано дитячий майданчик, який називають «Корабликом».
Вулиця потребує негайного облаштування хідників та лікування дерев. Їх періодично обрізають, але це не дуже допомагає. Насадження ясенів висіюються на навколишніх ділянках і руйнують фундаменти будинків.

## Забудова
В архітектурному ансамблі вулиці Рудницького присутні польський конструктивізм 1930-х років, необароко, неокласицизм, радянська забудова, сучасна забудова 2000-х років. Декілька будинків внесено до реєстру пам'яток архітектури місцевого значення.

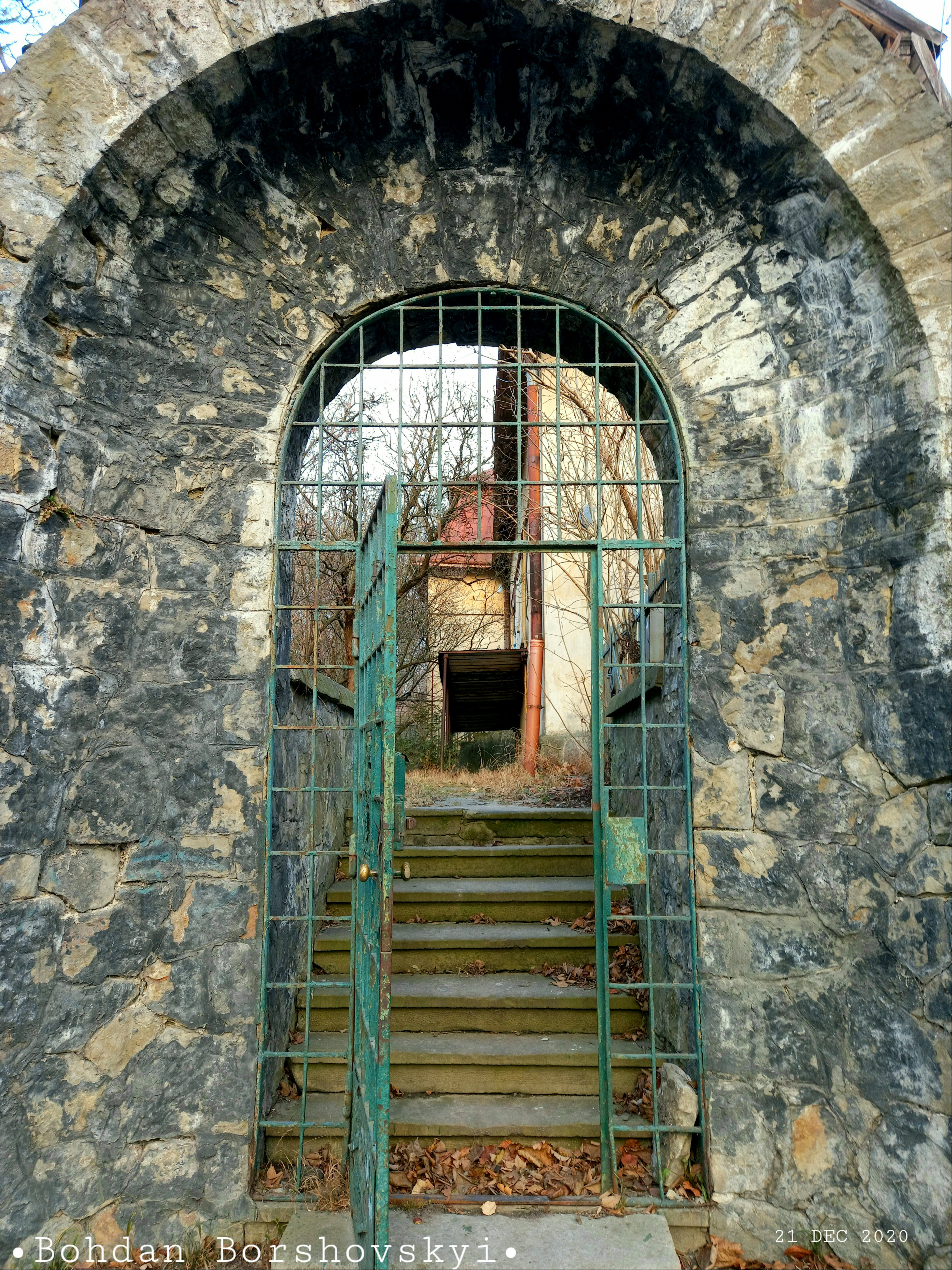
Кам'яний неоренесансний портал до вілли на вулиці Академіка Рудницького, 15

№ 1 — триповерховий житловий будинок на розі вулиць Євгена Коновальця та Академіка Рудницького. На першому поверсі будинку міститься магазин «Продуктовий кошик», другий та третій поверхи виконують житлову функцію.
№ 5 — вілла. На початку XX століття тут мешкав доктор Казимир Петиняк-Санецький, професор Академії міжнародної торгівлі. Нині тут працює манікюрний салон «Mary Nails & Beauty». Будинок внесений до Реєстру пам'яток архітектури місцевого значення під охоронним № 2791-м.
№ 6 — вілла, внесена до Реєстру пам'яток архітектури місцевого значення під охоронним № 2792-м.
№ 7а — в будинку міститься приватний заклад дошкільної освіти «Ми любимо дітей» (англ. «We love kids»; раніше — «Маленьке королівство»).
№ 11а — вілла збудована у 1911 році за проєктом Міхала Ковальчука.
№ 11б — чотириповерховий житловий будинок з мансардою та вбудованим підземним паркінгом, споруджений упродовж 2012—2014 років поблизу парку Піскові Озера. Зданий в експлуатацію 2014 року.
№ 12 — вілла, внесена до Реєстру пам'яток архітектури місцевого значення під охоронним № 2172-м.
№ 15 — вілла. Нині тут міститься імідж-студія «Лілу». Будинок внесений до Реєстру пам'яток архітектури місцевого значення під охоронним № 2173-м.
№ 19/21 — шестиповерховий двосекційний житловий будинок з вбудованими офісними приміщеннями, зведений у 2000—2001 роках корпорацією «Карпатбуд». У 2002—2013 роках в одній з двоярусних квартир цього будинку мешкав чинний міський голова Львова Андрій Садовий.
№ 23 — вілла, внесена до Реєстру пам'яток архітектури місцевого значення під охоронним № 2793-м.
№ 23а — двоповерховий шестисекційний будинок котеджного типу, зведений у 2000—2001 роках корпорацією «Карпатбуд». На розі земельної ділянки, на якій збудований будинок, що від вулиці Рудницького встановлена фігура Богородиці.
№ 25 — вілла з колонами, споруджена у 1927 році за проєктом архітектора Фердинанда Касслера у стилізаторських формах неокласицизму та необароко. У радянські часи в будинку містився дитячий садочок, а за часів незалежності — перебувало консульство Чеської республіки. Будинок внесений до Реєстру пам'яток архітектури місцевого значення під охоронним № 2174-м. Біля будинку зростає магнолія Кобус.
№ 28 — вілла, внесена до Реєстру пам'яток архітектури місцевого значення під охоронним № 2175-м.
Між будинками № 29 та № 33 за участі чинного міського голови Львова Андрія Садового у 2012 році був відкритий дитячий майданчик, який називають «Кораблик», через дерев'яну дитячу гірку, зроблену у формі корабля.
№ 33 — житловий будинок, збудований 1928 року за проєктом Норберта Ґлятштайна у стилі польського функціоналізму. 
№ 39 — чотириповерховий житловий будинок, збудований у першій половині 1950-х років. Від радянських часів працює магазин «Продукти», в часи незалежності тут з'явилося кафе «Андерсен», а від 2017 року — реставрація «Андерсен». 
№ 54 — вілла, внесена до Реєстру пам'яток архітектури місцевого значення під охоронним № 2794-м.
№ 76 — двоповерховий житловий будинок.

Світлини вуличної забудови
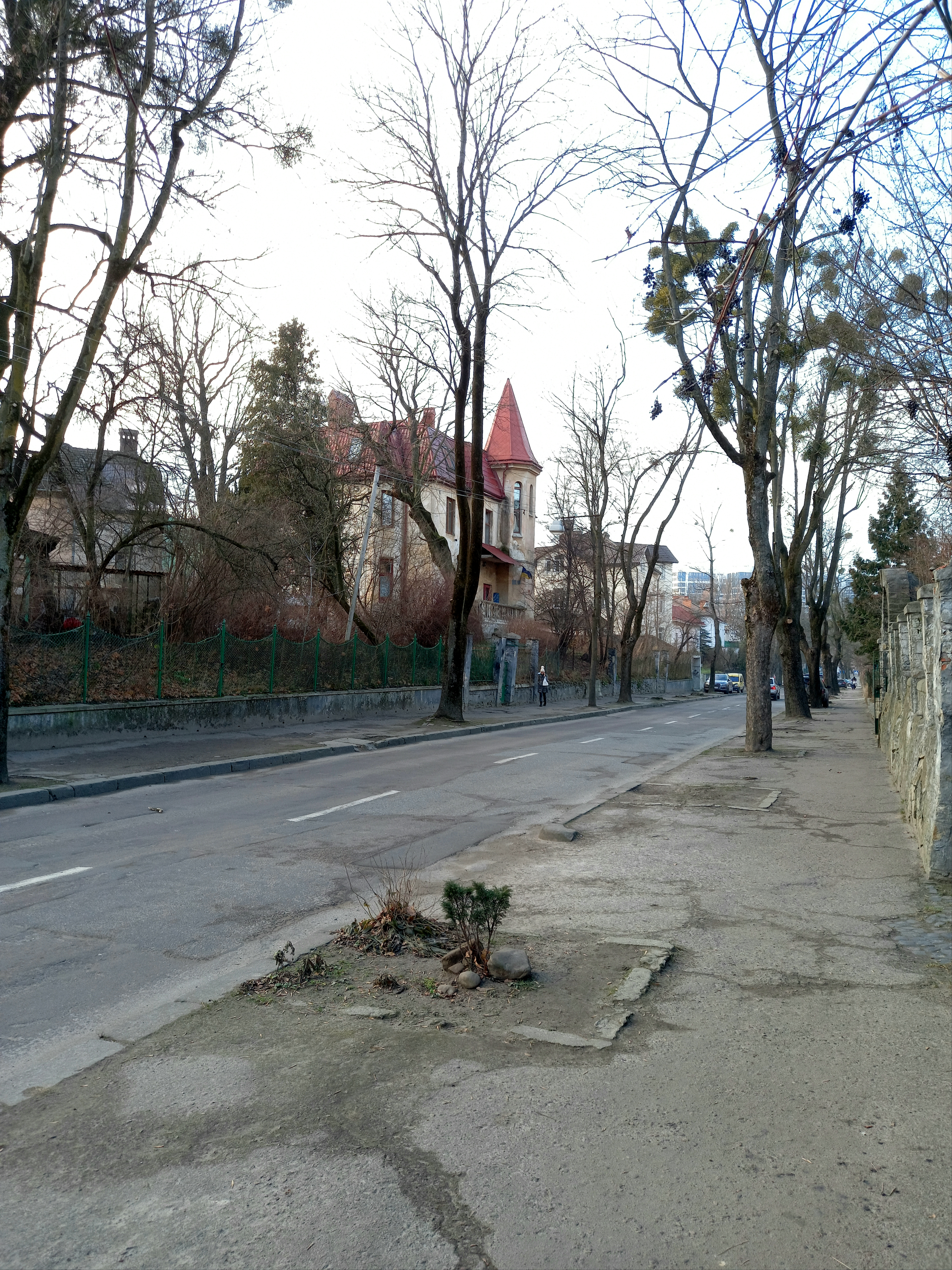
Необарокова вілла (вул. Рудницького, 12)
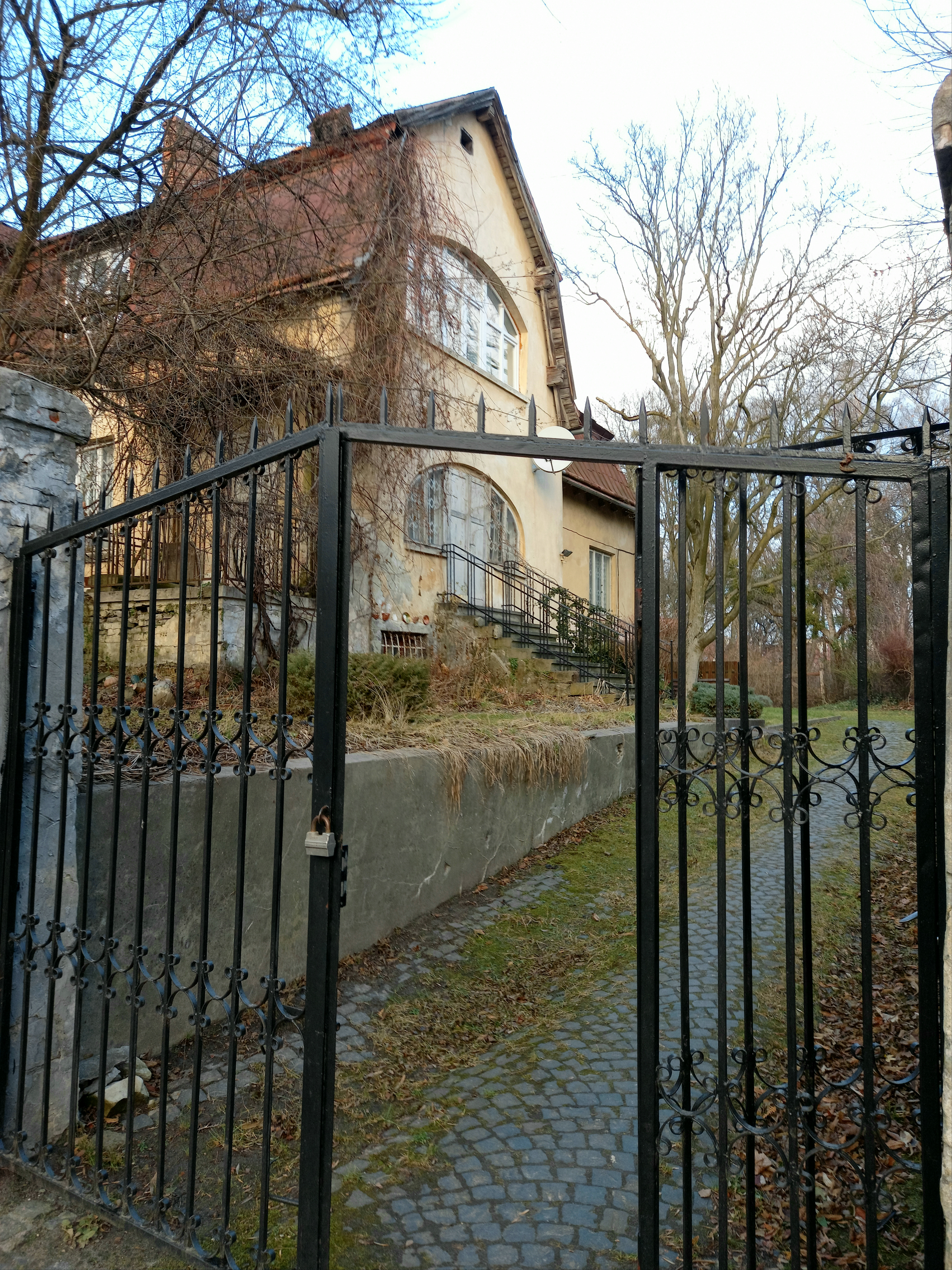
Вілла (вул. Рудницького, 15)
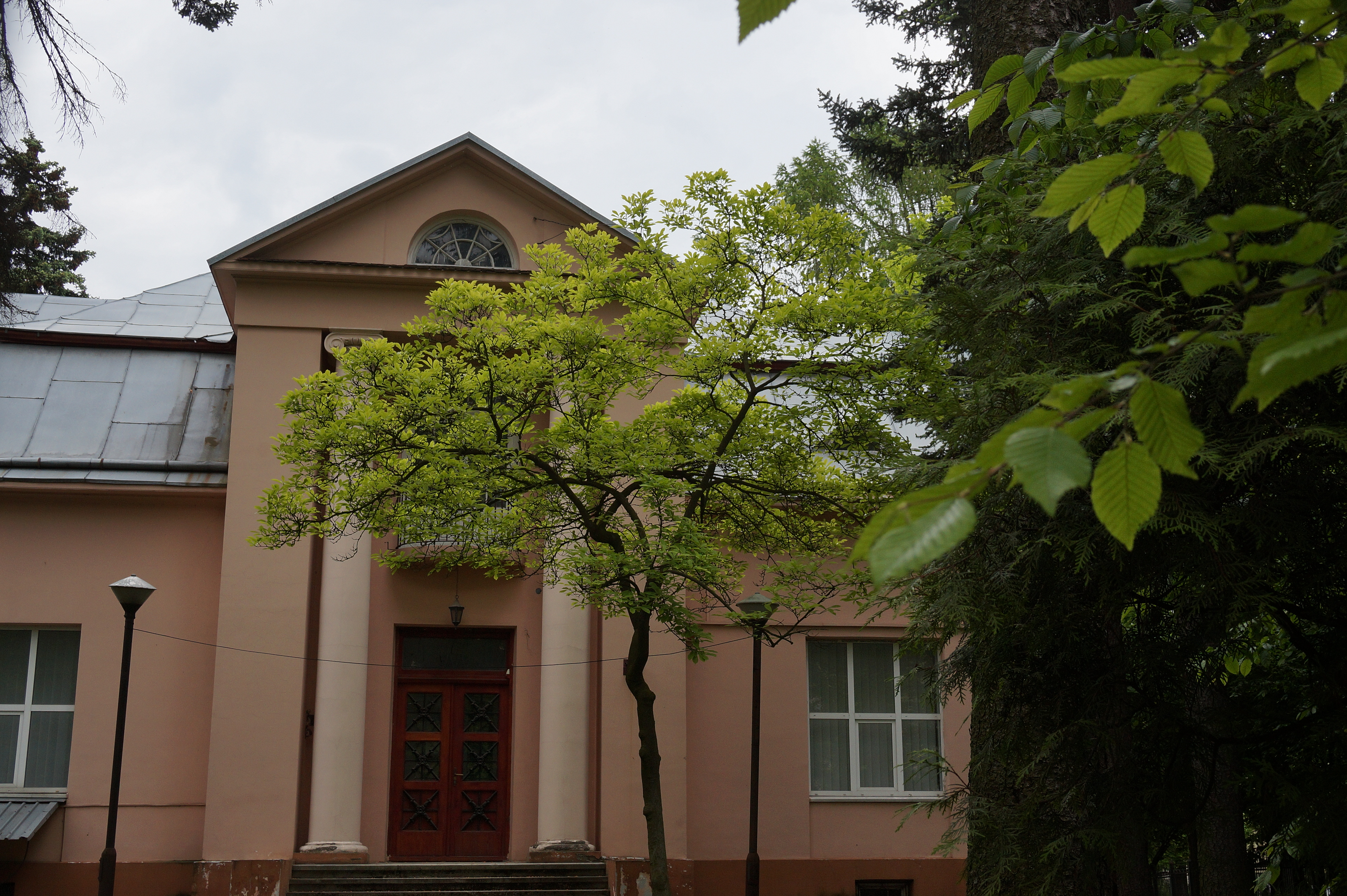
Магнолія Кобус (вул. Рудницького, 25)
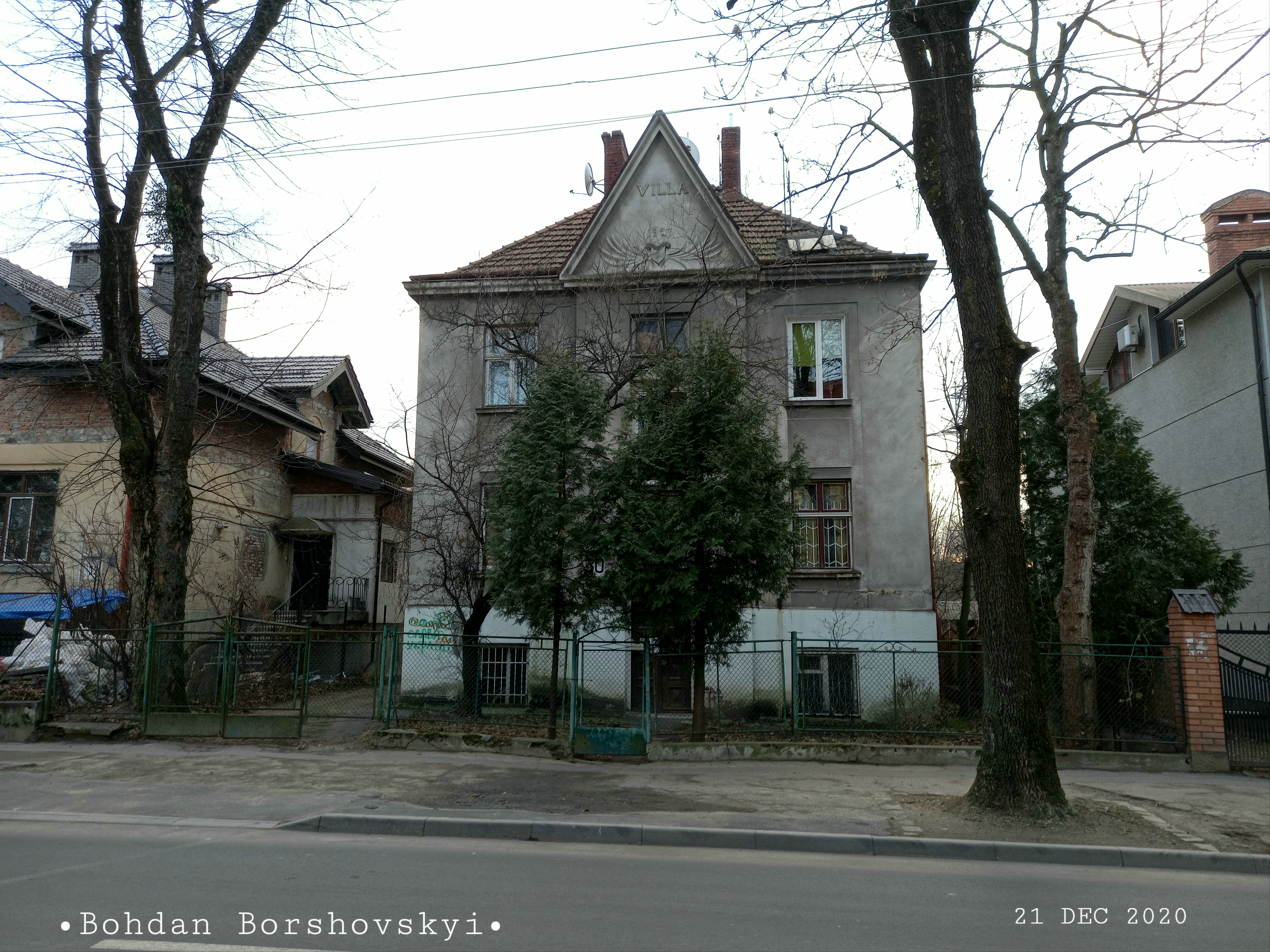
Вілла 1929 року (вул. Рудницького, 30)
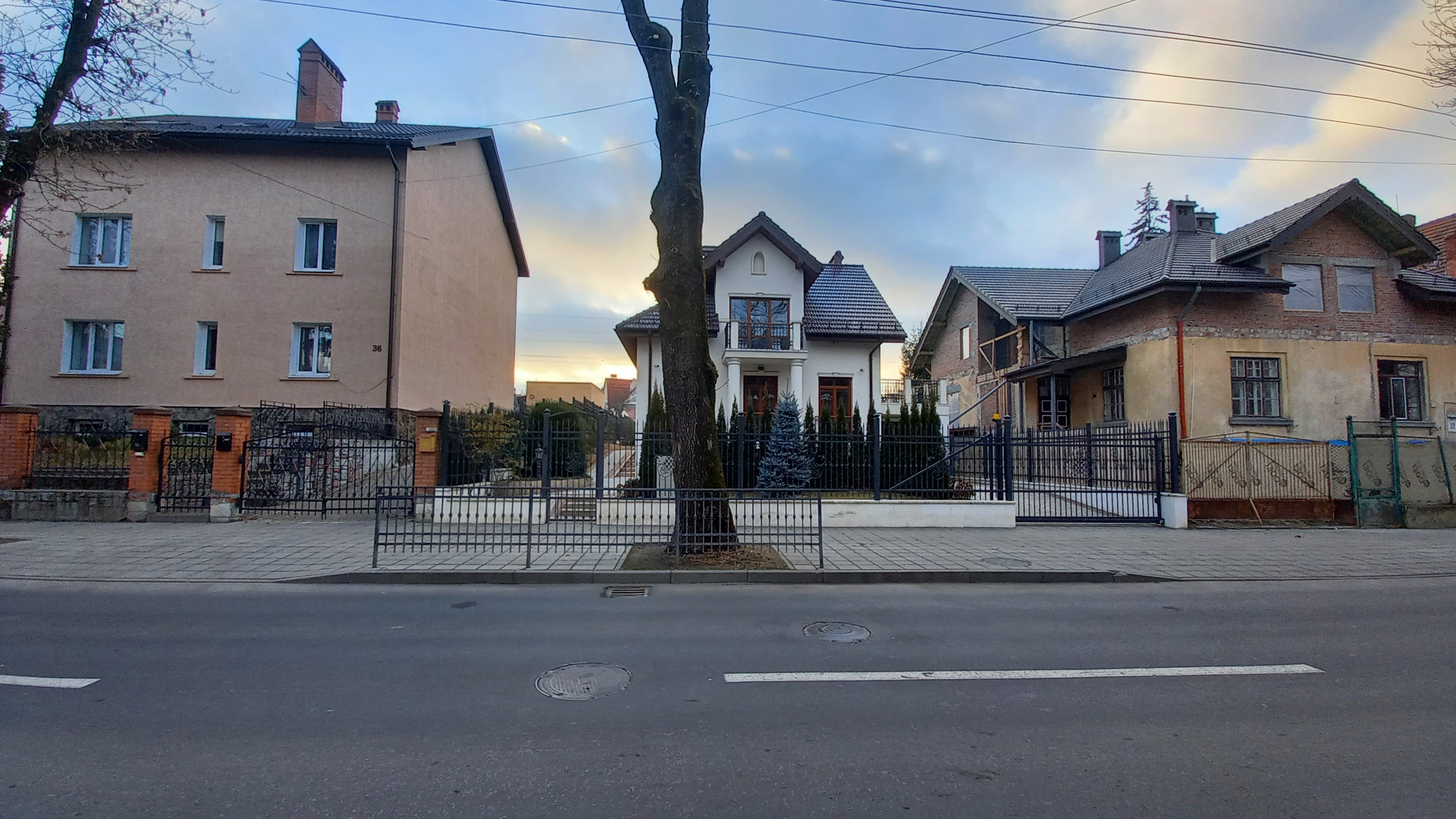
Перспектива вулиці (будинки вул. Рудницького, 32, 34, 36)
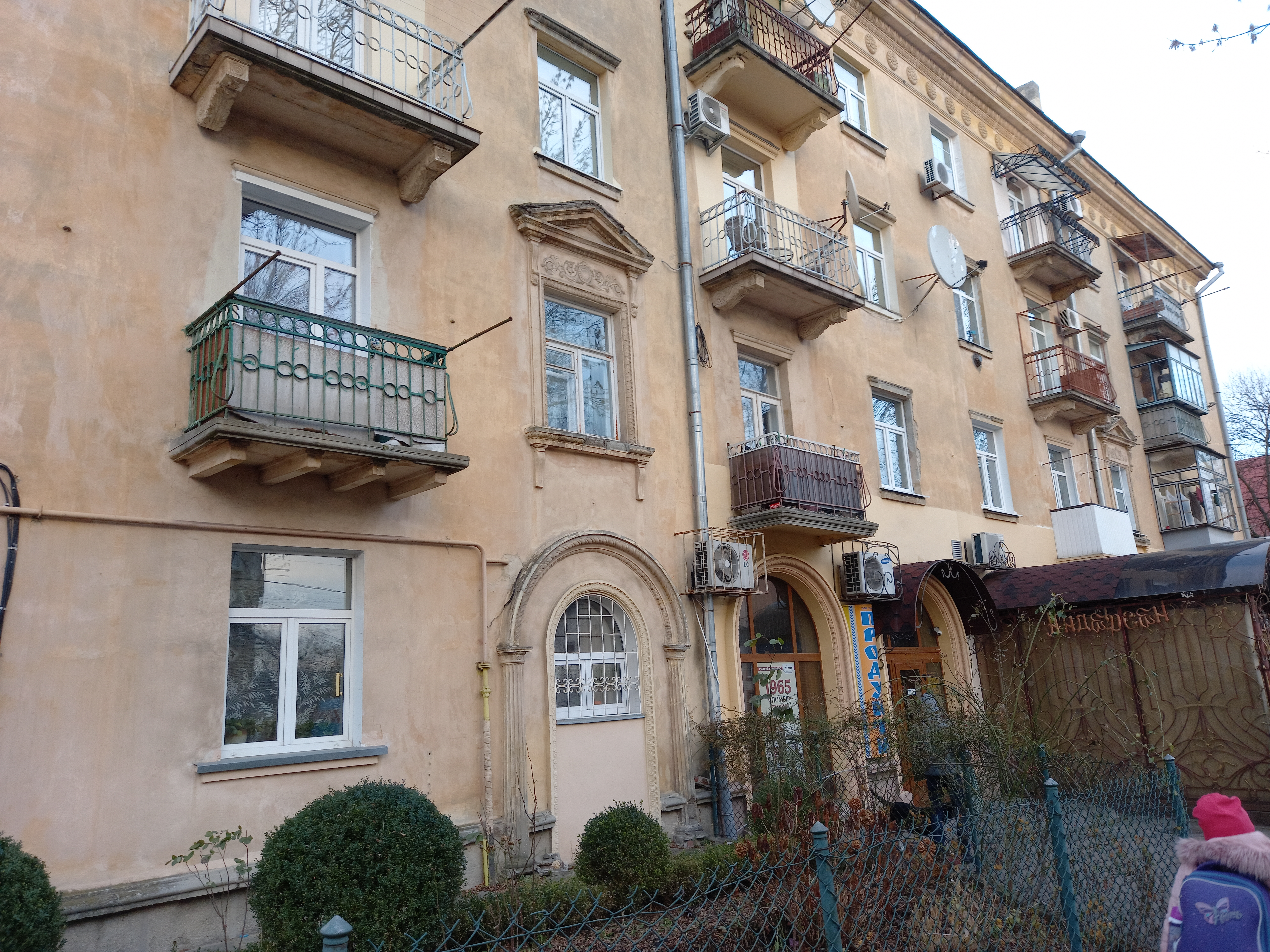
Житловий будинок (вул. Рудницького, 39)
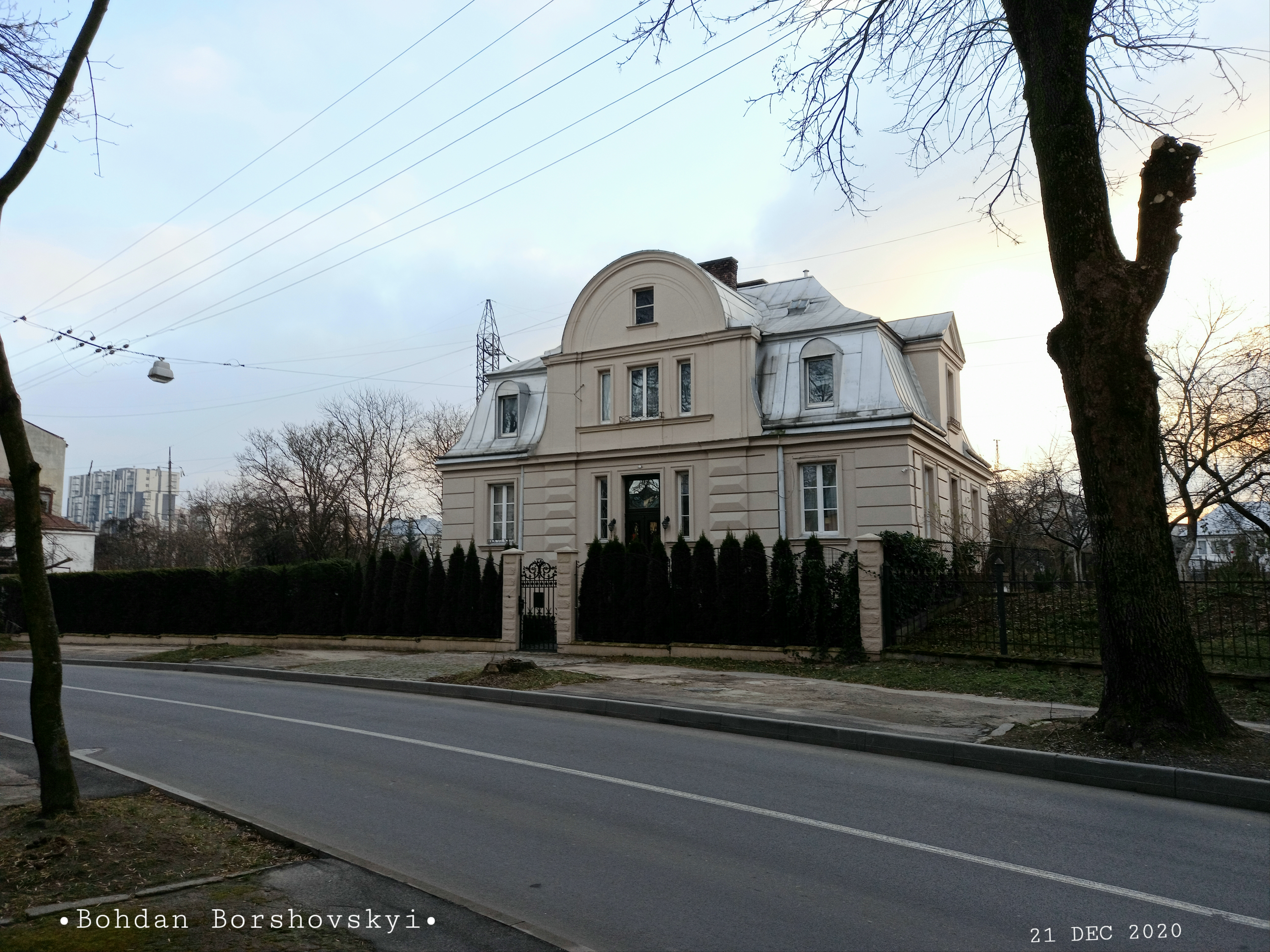
Неокласична вілла (вул. Рудницького, 30)
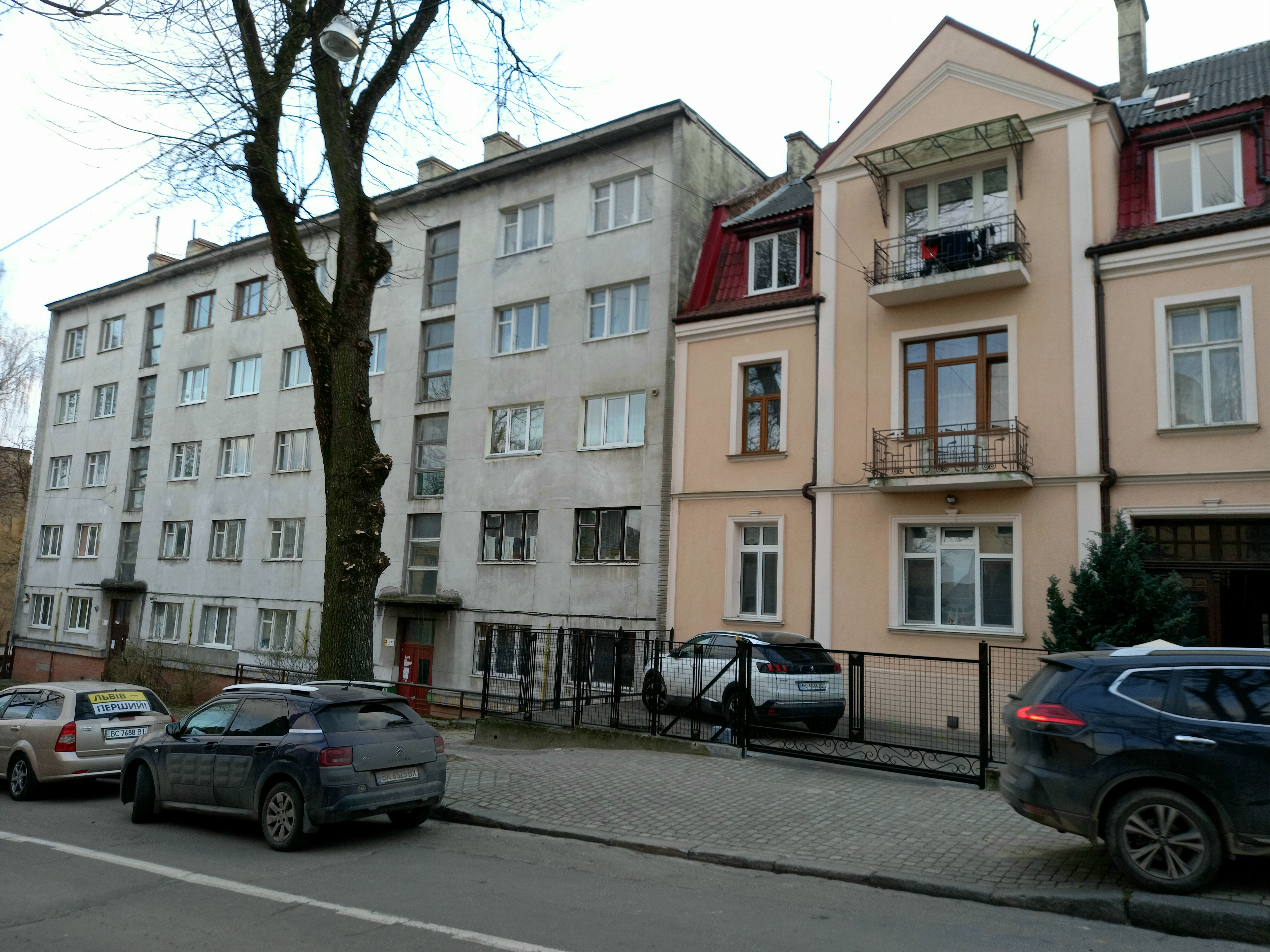
Житлові будинки (вул. Рудницького, 68, 70)